# Clobutinol
Clobutinol is een hoestmiddel (antitussivum), dat door Boehringer Ingelheim onder de merknaam Silomat en door andere farmaceutische bedrijven verkocht werd in verschillende vormen (hoestsiroop, druppels, tabletten, injectieoplossing). Deze middelen zijn begin 2008 echter van de markt genomen in de Europese Unie, omdat het gebruik van clobutinol een verhoogd risico blijkt mee te brengen op hartritmestoornissen, meer bepaald de verlenging van het QT-interval.
Het middel was al sinds 1961 op de markt. Het werd ontwikkeld door het Duitse farmaceutische bedrijf Dr. Karl Thomae GmbH, dat later een onderdeel werd van Boehringer Ingelheim. In 2004 verscheen een artikel waarin clobutinol aan het lange-QT-syndroom werd gelinkt. Dit werd bevestigd door onderzoek van Boehringer Ingelheim in 2007, in het kader van een verlengingsaanvraag voor een clobutinolhoudend middel in Duitsland. Daarop besloot de Duitse bevoegde overheid, om alle toelatingen voor clobutinolhoudende geneesmiddelen in te trekken per 31 augustus 2007. Boehringer Ingelheim trok daarop al haar clobutinolhoudende middelen wereldwijd terug.
Het Europees Geneesmiddelenbureau publiceerde op 18 oktober 2007 een aanbeveling, om hoestmedicijnen met clobutinol van de markt te nemen. De Europese Commissie trof op 10 januari 2008 een besluit dat deze aanbeveling bevestigde. Naast Duitsland waren dergelijke middelen ook in België, Oostenrijk, Tsjechië, Griekenland, Finland en Frankrijk toegelaten.